# Камп-Лінтфорт
Камп-Лінтфорт (нім. Kamp-Lintfort) — місто в Німеччині, знаходиться в землі Північний Рейн-Вестфалія. Підпорядковується адміністративному округу Дюссельдорф. Входить до складу району Везель.
Площа — 63,16 км2. Населення становить 37 635 ос. (станом на 31 грудня 2020).